# Țară
Țara reprezintă o parte din suprafața Terrei delimitată convențional prin hotare, care are un nume și, de obicei, un steag, o stemă, o monedă proprie și una sau mai multe limbi oficiale. Alte atribute mai importante ale unei țări sunt: statutul politic și economic, venitul pe cap de locuitor, suprafața, populația (număr, etnii), religiile, relieful, organizarea administrativ-teritorială.
O țară are tradiții, cultură specifică, istorie, folclor, bogății terane și subterane, importanță turistică.